# 佐藤侑輝
佐藤 侑輝（さとう ゆうき、1985年7月13日 - ）は、1990年代に日本で活動していた子役。
1990年に劇団東俳に入団。活動当時は劇団東俳に所属していた。

## 出演作品

### テレビドラマ
- 裏切りの日日（フジテレビ）
- 月曜ドラマスペシャル 舞いの家〜夫は妹にも愛人にも渡さない、愛憎哀し恋の家〜（TBS、1990年10月1日）
- ママを忘れないで（YTV, 1990年12月13日）
- 年末年始ザ・ホスピタル（TBS, 1990年12月29日）- 大月 正太 役
- 木曜ゴールデンドラマ 赤い完全犯罪（読売テレビ、1992年3月19日）
- 命のビザ（CX, 1992年12月18日）
- 愛しの刑事 第20話（テレビ朝日、1993年3月21日） - 牧野おさむ 役
- 月曜ドラマスペシャル 小児外科病棟・あしたまたね！（TBS、1993年5月31日） - 吉田 透 役[2]
- ドラマ新銀河（NHK）
  - 南部大吉交番日記（1993年） - 太
- 新空港物語 第7話（ANB, 1994年2月24日）
- カミング・ホーム（TBS、1994年7月8日 - 9月23日） - 城田 秋夫 役
- 土曜ワイド劇場 北都殺人紀行（テレビ朝日、1995年2月25日）
- 超力戦隊オーレンジャー 第16・20・21・34・36・45・46・47話（テレビ朝日、1995年3月3日 - 1996年2月23日） - ミキオ 役
- 重甲ビーファイター 第11話（テレビ朝日、1995年4月16日） - ユウ 役
- 月曜ドラマスペシャル 猫魔に消えた花嫁（TBS、1995年5月22日）
- 裸の大将 第75話（関西テレビ、1995年10月1日）
- はぐれ刑事純情派 第10シリーズ 第8話（テレビ朝日、1997年5月21日）

### 映画
- 劇場版 忍者戦隊カクレンジャー（1994年4月16日公開、監督：東條昭平） - 茂 役